# Toren (attractie)
Een toren is een attractietype dat voornamelijk voorkomt in attractieparken en op de kermis. Het attractietype kan gezien worden als een langzamere variant van de vrije-val-attractie.
Zoals de naam al verraadt is dit attractietype een toren. Rondom de toren bevinden zich meerdere 'liften' waarop twee stoelen per lift. De lift zit aan een kabel die vastzit aan de bovenkant van de toren. Bezoekers kunnen zich, al zittend, de lift omhoog trekken door via de kabel omhoog te klimmen. Wanneer de kabel losgelaten wordt, zakt de lift naar beneden. Deze handeling kan continu herhaald worden.